# Bror Gadelius
Bror Edvard Gadelius, född 29 mars 1862 i Göteborg, död 12 april 1938 i Stockholm, var en svensk psykiater, författare och  konstnär. 
Gadelius avlade mogenhetsexamen i Göteborg och blev därefter medicine kandidat vid Uppsala universitet 1888 och medicine licentiat vid Lunds universitet 1893 och medicine doktor där 1896. Samma år utnämndes han till docent i psykiatri i Lund och tjänstgjorde 1893–1902 i olika befattningar under Svante Ödman vid Lunds hospital. År 1902 blev han tillförordnad överläkare vid Stockholms hospital på Konradsberg och 1903 överläkare där och extra ordinarie professor i psykiatri vid Karolinska institutet. Han blev ordinarie professor vid sistnämnda institut 1908, en befattning från vilken han avgick 1927, men kvarstod som tillförordnad professor under vakans till 1929.
Gadelius var sin tids främste svenska psykiater. Han verkade med stor energi för modernisering av den svenska sinnessjukvården och propagerade för friare vårdformer.  Han blev ledamot av Medicinalstyrelsens vetenskapliga råd 1913 och av Vetenskapsakademien 1920. Gadelius verkade i en tid då psykiatrin stod lika nära humanismen som naturvetenskapen och hade ett stort konst- och kulturintresse. Man ser tydliga spår av detta både i hans vetenskapliga skrifter och populärvetenskapliga artiklar. Kort före sin död skrev han en serie artiklar i Dagens Nyheter om sinnessjukdom och konst (numera kallat "outsider art" eller "art brut"). Hans samling med patienters teckningar och målningar (som föranledde en kontakt med Hans Prinzhorn när denne byggde upp en liknande samling i Heidelberg) tillhör numera Nationalmuseums teckningssamling.
Som konstnär arbetade han med måleri och skulptur och skrev flera uppsatser om modern konst. Gadelius är representerad med en porträttbyst av Svante Ödman vid Karolinska institutet.
Bror Gadelius var son till kaptenlöjtnanten Johan Edvard Gadelius och Hilma Sofia Anderson och från 1897 gift med Esther Sidner. Han är begraven på Djursholms begravningsplats.